# Línea 151 (Montevideo)

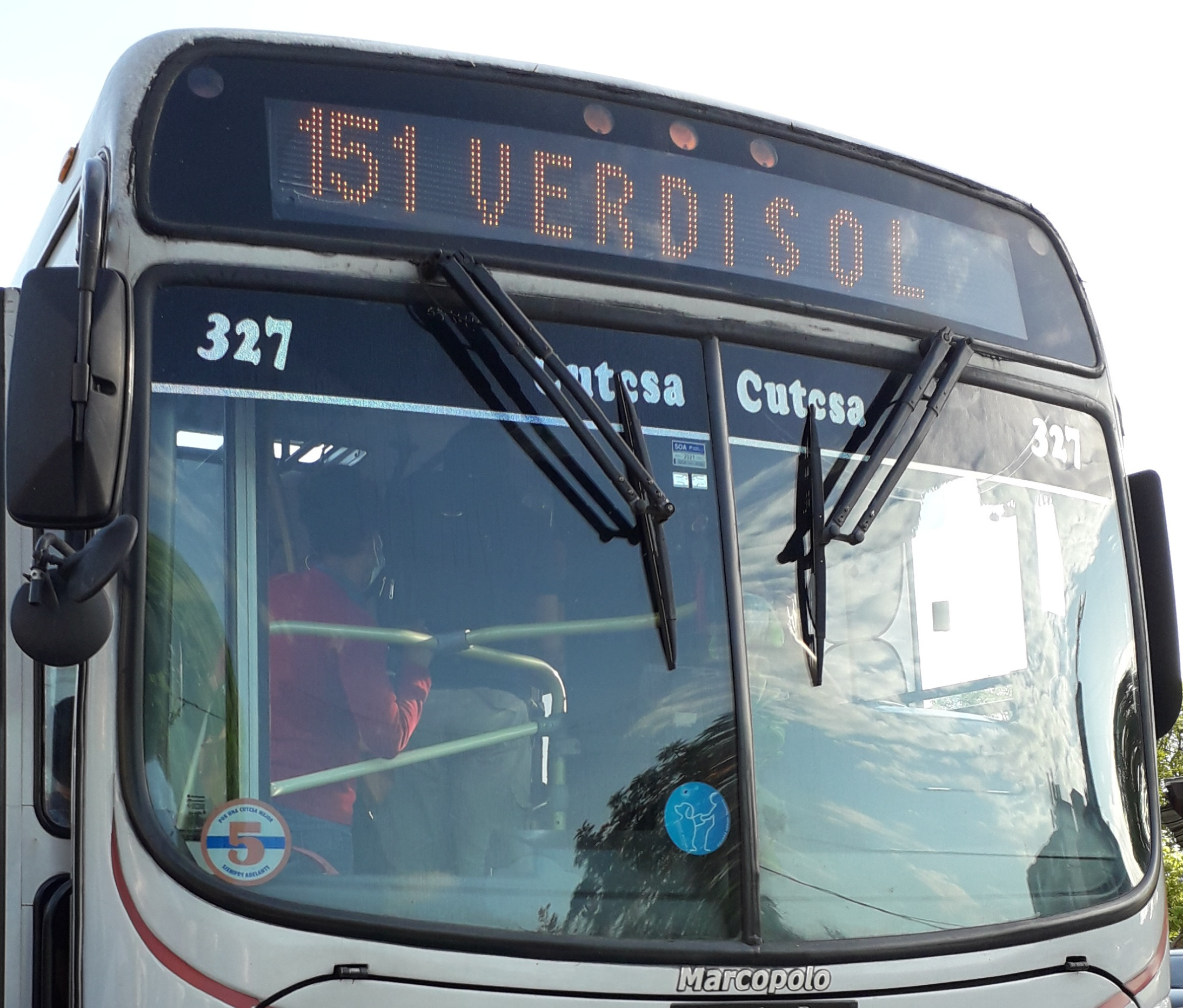
Línea 151 hacia Verdisol

La línea 151 es una línea de ómnibus urbana de Montevideo, que une el Shopping Portones con el barrio Verdisol, ubicado al oeste de la capital. El destino de ida es Verdisol y el de vuelta Portones.

## Historia
Históricamente su recorrido partía desde la Aduana de Montevideo hacia el Cementerio de La Paz, en el departamento de Canelones. En los años sesenta una disposición municipal obligó a todas aquellas líneas que se excedían del límite departamental a cambiar su denominación o por lo contrario crear nuevas líneas. Tras dicha resolución la línea 151 comenzaría a tener como destino el puente de La Paz, mientras que el servicio hacía el cementerio de la ciudad homónima sería operado por la línea 251. 
Posteriormente, la línea 251 dejaría de funcionar y el servicio de la línea 151 sería totalmente modificado. En principio dejaría de partir desde la Aduana, para iniciar su recorrido en el barrio de Carrasco hacia la zona de la Tablada, destino que posteriormente sería modificado por el actual, en el barrio de Verdisol.  En 1994 con motivo de la apertura de Portones Shopping su recorrido en la zona de Carrasco es modificado hacia los alrededores del complejo, para en el año 2005 con la apertura de la terminal homónima comenzar a partir desde la misma.  

## Recorridos
Circula por los barrios: Carrasco Norte, La Cruz de Carrasco, Malvín Norte, La Unión, Buceo, La Blanqueada, Parque Batlle, Tres Cruces, Cordón, Centro, La Aguada, Arroyo Seco, Reducto, Brazo Oriental, Atahualpa, Parque Posadas, Prado, Paso de las Duranas, Sayago, Sayago Oeste, Conciliación, La Tablada, Verdisol.
| Ida - Terminal Portones - Avenida Bolivia - Camino Carrasco - Isla de Gaspar - Minnesota - Avenida Italia - Salvador Ferrer Serra - Juan Paullier - Colonia - Avenida General Rondeau - Avenida del Libertador - Avenida de las Leyes - Batoví - Yatay - Avenida General San Martín - Avenida Millán - Avenida Sayago - Camino Ariel - Martín Ximeno - Piribebuy - Gabito - Avenida Millán - Mario Arregui, hasta Calle 1. - Terminal Verdisol | Vuelta - Terminal Verdisol - Mario Arregui - Camino Francisco Lecocq - Avenida Millán - Gabito - Piribebuy - Martín Ximeno - Camino Ariel - Avenida Sayago - Avenida Millán - Avenida General San Martín - Avenida Agraciada - Circunvalación Palacio Legislativo - Avenida del Libertador - La Paz - Av. Gral. Rondeau - Avenida del Libertador - Mercedes - Eduardo Víctor Haedo - Avenida Italia - Juan de Dios Peza - Barroso - Fco. Solano López - Avenida Italia - Minnesota - Isla de Gaspar - Camino Carrasco - Avenida Bolivia - Guillermo Arrospide - Catania - Messina - Terminal Portones |

Cuenta también con una salida por hora con destino hacia el Complejo América, alargando su recorrido después de Verdisol.
| Ida - Ruta anterior y continúa por: - Mario Arregui - Cno. Melilla - Antonio Rubio - Galileo - Isolica - Juan P. Lamolle - Lanús - Carlos Ott - Carve - Caacupé - Av. Lezica - Yegros - Andrés, hasta Juan Bonmesadri - Terminal Complejo América | Vuelta - Terminal Complejo América - Juan Bonmesadri - Cno. Durán - Yegros - Av. Lezica - Caacupé - Carve - Carlos Ott - Lanús - Juan P. Lamolle - Isolica - Galileo - Antonio Rubio - Cno. Melilla - Mario Arregui, continúa a su ruta habitual... |

## Paradas
Número de parada (Ej: 4836) → Calle
| IDA 1. 4836 Av. Bolivia 2. 2953 Villa de Masnou 3. 2954 Verona 4. 2955 Dr. Elías Regules 5. 2956 Cjo. Zona 3 6. 2957 Cno. Carrasco 7. 2816 Oncativo 8. 2817 Lugo 9. 2818 Alberto Zum Felde 10. 4314 Pedro Cosio 11. 2821 Hipólito Yrigoyen 12. 2822 Av. Ing. Heraclio Rugg 13. 2823 Aguacero 14. 4315 Paes 15. 2824 20 de Febrero 16. 2890 Pérez Galdós 17. 2879 Espronceda 18. 2880 Menorca 19. 5385 Isla de Gaspar 20. 2881 Rbla. Euskal Erria 21. 2883 Gauna 22. 2183 Comercio 23. 2184 Hernandarias 24. 2185 Irlanda 25. 2186 J. Batlle y Ordóñez 26. 3885 Magariños Cervantes 27. 2187 Dr. Francisco Simón 28. 2188 L. A. de Herrera 29. 3886 P. Escuder Núñez 30. 2189 Hosp. Clínicas 31. 2190 Av. Centenario 32. 2191 Av. Dr. Manuel Albo 33. 2192 Pte. Berro 34. 2193 Tres Cruces 35. 2194 Juan Paullier 36. 2195 Martín C. Martínez 37. 2196 Arenal Grande 38. 2197 Eduardo Acevedo 39. 4331 Gaboto 40. 2199 Minas 41. 2200 Tacuarembo 42. 2202 Dr. Javier Barrios Amorín 43. 2203 Yaguaron 44. 2205 Av. Gral. Rondeau 45. 3926 Av. Uruguay 46. 3997 Galicia 47. 3998 Valparaíso 48. 3999 Nueva York 49. 4509 Asunción 50. 4000 Venezuela 51. 3665 Hocquart 52. 3666 Batovi 53. 3667 Marcelino Sosa 54. 4433 Martín García 55. 3988 Clemente César 56. 3592 Domingo Aramburu 57. 3593 Concepción Arenal 58. 3594 Vilardebo 59. 3595 Sitio Grande 60. 3596 Bv. Gral. Artigas 61. 3597 Américo Vespucio 62. 3598 Ramón Estomba 63. 3599 Dr. Carlos Vaz Ferreira 64. 3600 Cubo del Norte 65. 3601 Reyes 66. 3602 Av. Luis Alberto de Herrera 67. 1624 Psje. Pnal. Caballeros 68. 1625 Rbla. Costanera F. Lavalleja 69. 1626 Dr. Alberto Zubiría 70. 1638 Clemenceau 71. 1639 Loreto Gomensoro 72. 1640 Cno. Coronel Raíz 73. 1641 Las Violetas 74. 1642 Molinos de Raffo 75. 1647 Calaguala 76. 1648 Bell 77. 1649 Av. Millan 78. 1650 Tacuabe 79. 1441 Estación Sayago 80. 1443 Av. Gral. Eugenio Garzón 81. 4543 Piribebuy 82. 1201 Sauce 83. 1356 Juan Bautista Saa 84. 1398 Juan Bautista Saa 85. 4171 Ute 86. 1350 Calle 3 87. 1351 Calle N1 88. 4397 15 Metros 89. 4688 Verdisol | VUELTA 1. 1384 Verdisol 2. 5127 Calle 1 3. 1386 Av. Millán 4. 1353 Calle N1 5. 1354 Calle 3 6. 5006 Ute 7. 1355 Juan Bautista Saa 8. 1357 Gabito 9. 1358 Sauce 10. 5007 Martín Ximeno 11. 1155 Av. Gral. Eugenio Garzón 12. 1432 Quicuyo 13. 1433 Sayago 14. 1461 Av. Millán 15. 1463 Bell 16. 1464 Carlos Santurio 17. 1465 Benito Álvarez 18. 1466 Molinos de Raffo 19. 1467 Las Violetas 20. 1468 Cno. Coronel Raíz 21. 1469 Loreto Gomensoro 22. 1470 Clemenceau 23. 1471 Cno. Castro 24. 1472 Museo Blanes 25. 1605 Pantaleón Sotelo 26. 1474 Reyes 27. 1475 Micenas 28. 1476 Dr. Carlos Vaz Ferreira 29. 1477 Cisplatina 30. 1478 Huidobro 31. 1479 Grito de Asencio 32. 1480 Sitio Grande 33. 1481 Vilardebo 34. 1482 Concepción Arenal 35. 1483 Gral. Luna 36. 2456 Clemente César 37. 4434 Martín García 38. 3746 César Díaz 39. 3663 Guatemala 40. 3841 Venezuela 41. 3842 Lima 42. 3843 Nueva York 43. 3844 Valparaíso 44. 3845 Paysandu 45. 4024 Av. Gral. Rondeau 46. 4551 Yaguaron 47. 4548 Dr. Javier Barrios Amorín 48. 4026 Tacuarembo 49. 4028 Minas 50. 4044 Tristán Narvaja 51. 4029 Av. Daniel Fernández Crespo 52. 3879 República 53. 4030 Dr. Joaquín Requena 54. 3881 Dr. Mario Cassinoni 55. 2121 Pte. Lorenzo Batlle 56. 2122 Av. Dr. A. Ricaldoni 57. 2123 Estadio Centenario 58. 2124 Hosp. Clínicas 59. 2126 Luis A. de Herrera 60. 4094 Dr. Francisco Simón 61. 2127 Magariños Cervantes 62. 2128 J. Batlle y Ordóñez 63. 2129 Irlanda 64. 2130 Luis Alberto Causa 65. 3766 Barroso 66. 3023 Av. Italia 67. 2884 Gauna 68. 2885 Alfonso Rodríguez Castelao 69. 2886 Hilarión De La Quintana 70. 2887 Menorca 71. 2888 Espronceda 72. 4448 Mallorca 73. 2889 Pérez Galdós 74. 2788 20 de Febrero 75. 2789 Paes 76. 2790 Aguacero 77. 2791 Estado de Israel 78. 2792 Hipólito Yrigoyen 79. 2793 Dr. Alejandro Gallinal 80. 2794 Pedro Cosio 81. 4313 Cno. Felipe Cardoso 82. 2817 Lugo 83. 2795 Oncativo 84. 2796 Av. Bolivia 85. 2947 Cjo. Zona 3 86. 2948 Dr. Elías Regules 87. 2949 Verona 88. 2950 José Ordeig 89. 2951 Guillermo Arrospide 90. 5386 Av. Bolivia |

## Destinos intermedios
| Ida: - Sayago - Parque Posadas - Complejo América | Vuelta: - Parque Posadas - Palacio Legislativo - Tres Cruces - Hospital de Clínicas - Av.Italia y Comercio - Malvín Alto |